# Танян
Таня́н — уезд в провинции Чхунчхон-Пукто, Южная Корея.

## Города-побратимы
Танян является городом-побратимом следующих городов:
- Сонпхагу, Сеул, Республика Корея
- Ынпхёнгу, Сеул, Республика Корея
- Чунку, Пусан, Республика Корея
- Кэянгу, Инчхон, Республика Корея
- Порён, провинция Чхунчхон-Намдо, Республика Корея
- Ичхон, провинция Кёнгидо, Республика Корея
- Кури, провинция Кёнгидо, Республика Корея
- Аньту, Яньбянь-Корейский автономный округ, провинция Гирин, Китай
- Даньян, Чжэньцзян, провинция Цзянсу, Китай